# 雷蒙·E·戈爾茨坦
雷蒙·伊桑·戈爾茨坦 FRS（1961年12月1日—）是一名美國生物物理學家，劍橋大學應用數學與理論物理學系的複雜物理系統艾倫·圖靈教授，也是劍橋大學邱吉爾學院的研究員。

## 教育
戈爾茨坦曾就讀於西奧蘭治公立學校和麻省理工學院，並於1983年以Phi Beta Kappa榮獲物理和化學雙學士學位。。他在康乃爾大學繼續深造，1986年獲頒物理學碩士學位，1988年在尼爾·阿什克羅夫特的指導下研究相變和臨界現象，並獲頒博士學位。

## 職業生涯
戈爾茨坦曾在芝加哥大學、普林斯頓大學和亞利桑那大學擔任學術職位。2006年，他被任命為劍橋大學斯伦贝谢教授（後來更名為艾倫·圖靈教授）。

## 研究工作
戈爾茨坦的研究重點是了解自然界的非平衡現象，尤其著重於生物物理學，並獲得工程與物理科學研究委員會、生物技術與生物科學研究委員會以及歐盟研究與技術發展框架方案第七研究與創新框架計畫的資助。他的研究論文發表在頂尖的同行評審科學期刊上，包括《美國國家科學院院刊》、《物理評論快報》和《流體力學期刊》。

## 榮譽
戈爾茨坦於2000年獲頒斯蒂芬諾斯·普納夫馬蒂科斯國際獎。他於2002年獲選為美國物理學會會士，2009年獲選為英國物理學會會士，2010年獲選為美國數學及其應用學會會士。戈爾茨坦與約瑟夫·凱勒、派屈克·B·沃倫（Patrick B. Warren）和羅賓·C·波爾（Robin C. Ball）因計算出人類馬尾的移動和塑造的受力平衡，而在2012年獲得搞笑諾貝爾獎物理學獎。
戈爾茨坦於2013年獲選為英國皇家學會會士。他的提名內容如下：「雷蒙·戈爾茨坦是國際公認的生物物理學和非線性動力學領域的領導者。他在這些領域做出了重要的數學貢獻，並在實驗上有開創性的發現。他的貢獻範圍廣泛，包括長距離作用力驅動的圖案形成動力學、界面圖案形成的微分幾何學以及鐘乳石形狀的解釋等方面的經典工作。他對活性物質的研究做出了開創性的實驗貢獻，包括開發了一類綠藻作為研究模式生物流體動力學、多細胞生物物理學和真核鞭毛同步化的模擬生物。」
他因研究活性物質流體力學而獲得2016年國際理論與應用力學聯合會頒發的巴徹勒獎，並因揭示活性細胞內及周圍流體運動的物理基礎而獲得英國物理學會頒發的羅莎琳·富蘭克林獎。

## 個人生活
戈爾茨坦與阿根廷數學物理學家阿德里安娜·佩西結婚。